# Грилиш, Тони
Энтони Патрик Грилиш (англ. Anthony Patrick Grealish; 21 сентября 1956, Паддингтон, Большой Лондон — 23 апреля 2013, Девон, Юго-Западная Англия) — ирландский футболист, полузащитник.

## Карьера
Родился в Лондоне. Будучи подростком играл за лондонскую команду «Сент-Габриэл» по гэльскому футболу. В 1972 году стал играть на молодёжном уровне в команде «Лейтон Ориент», профессиональный контракт с клубом, выступавшим во втором дивизионе, подписал в 1974 году. За «Лейтон Ориент» провёл более 170 матчей. В дальнейшем играл за другие английские клубы, в том числе в первом дивизионе (в сезонах 1981/82—1982/83 за «Брайтон энд Хоув Альбион», 1984/85—1985/86 — «Вест Бромвич Альбион», 1986/87 — «Манчестер Сити», с этими командами он трижды вылетал из первого дивизиона). В составе «Брайтона» участвовал в двух матчах финала Кубка Англии в 1983 году против «Манчестер Юнайтед» (2:2, переигровка — 0:4, в первом матче в отсутствие Стива Фостера вывел команду на поле в качестве капитана).
Отец Грилиша родился в Атенрае (графство Голуэй), мать — в Лондоне, в семье ирландцев, дедушка и бабушка по материнской линии — из Лимерика. Это позволило ему получить возможность играть за сборную Ирландии. Дебютировал за национальную команду в 1976 году в матче против Норвегии. Вместе с Лиамом Брейди и Джерри Дейли составлял триумвират в центре поля команды Йоуна Ханда, которая в 1980 году в отборочном турнире к чемпионату мира 1982 года обыграла сборную Нидерландов (2:1) и не пробилась в финальный турнир из-за худшей разности мячей. Всего за сборную сыграл 45 матчей, в 17 из них был капитаном команды, забил 8 мячей.
Непродолжительное время тренировал команды клубов «Бромсгроув Роверс» и «Атерстоун Юнайтед», не входившие в футбольную лигу. Работал в сфере страхования и торговли металлоломом.
Умер в возрасте 56 лет после 18-месячной борьбы с онкологическим заболеванием. У него остались жена, двое детей, двое внуков, брат, мать, двое сестёр, а также предыдущая жена. Тони Грилиш приходился дядей британскому рэперу Эллиоту Гливу, известному как Example.